# Hermann Lindenburger
Hermann Lindenburger (* 24. Februar 1911 in Wernigerode; † 24. August 1942 an der Ostfront) war ein deutscher nationalsozialistischer Funktionär.

## Leben
Er stammte aus einer Bauernfamilie, besuchte die Oberrealschule und legte das Abitur ab. Im Alter von 18 Jahren trat Lindenburger zum 1. Januar 1930 der NSDAP bei (Mitgliedsnummer 183.099). Er studierte Geschichte, Volkswirtschaft und Pädagogik. 1939 promovierte er an der Universität Frankfurt am Main. Das Thema seiner Dissertation lautete Die deutsche Jugendbewegung im Lichte völkischer Jugendauffassung und erschien in Würzburg in Druck.
1933 wurde Lindenburger Bannführer der Hitler-Jugend in Essen und gehörte ab Dezember 1934 der Reichsjugendführung in verschiedenen Funktionen an. Nach kurzer Teilnahme am Überfall auf Polen 1939 wurde er wieder an die Reichsjugendführung zurückgerufen. 1940 wurde er als deren Beauftragter in den besetzten Niederlanden eingesetzt. Ab Juni 1942 nahm er erneut am Krieg teil. Er fiel im August 1942.